# 丽景路站
丽景路站是建设中的杭州地铁12号线一期的一座车站，位于中华人民共和国浙江省杭州市西湖区转塘街道丽景路与文景路交叉口北侧，沿丽景路布置。

## 车站结构
丽景路站为地下三层岛式车站，共设3个出入口、2组风亭。

## 历史
- 2024年10月22日，丽景路站地连墙全部完工，实现车站主体基坑封闭[1]。